# Pteropoda
Pteropoda (от гръцки: pteropoda – крило-крак) е група коремоноги мекотели наречена от Жорж Кювие през 1804 г. Днес тя няма таксономично значение. Групата е обединявала морски крайбрежни охлюви със сходен начин на придвижване. Групата е обединявала както черупчести, така и видове без черупка, при които кракът е видоизменен в плавник, който отдалеч наподобява на крило. Придвижването също наподобява на полет.
Представителите от Pteropoda днес са обединени в два подразреда: Thecosomata и Gymnosomata.